# Trò đánh lừa về Mặt Trăng

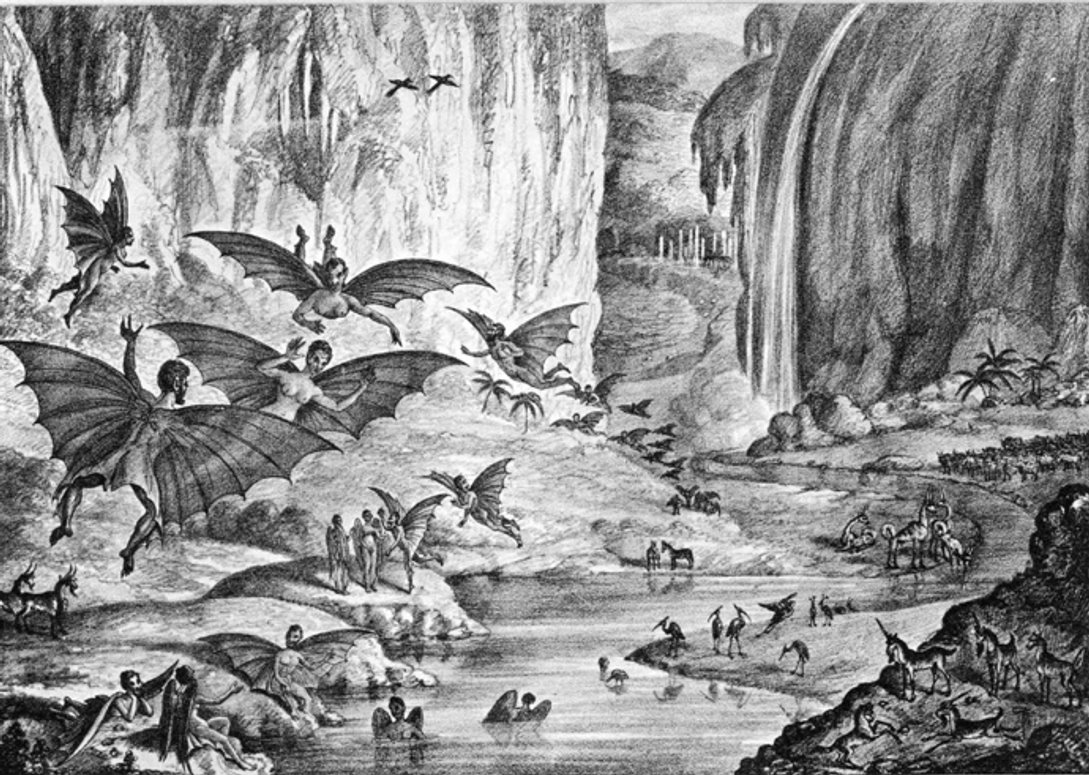
Great Moon Hoax, in thạch bản về "ruby amphitheater" của The Sun, bài số 4 trong 6 bài, ngày 28/8/1835

Trò đánh lừa về mặt trăng (Great Moon Hoax) là loạt sáu bài báo được công bố trên tờ The Sun (New York), một tờ báo xuất bản từ năm 1833 đến 1950 tại New York, bắt đầu từ ngày 25/8/1835, nói về việc phát hiện ra cuộc sống và thậm chí cả nền văn minh trên Mặt Trăng. Những khám phá mạo danh là của nhà thiên văn học nổi tiếng Sir John Herschel.

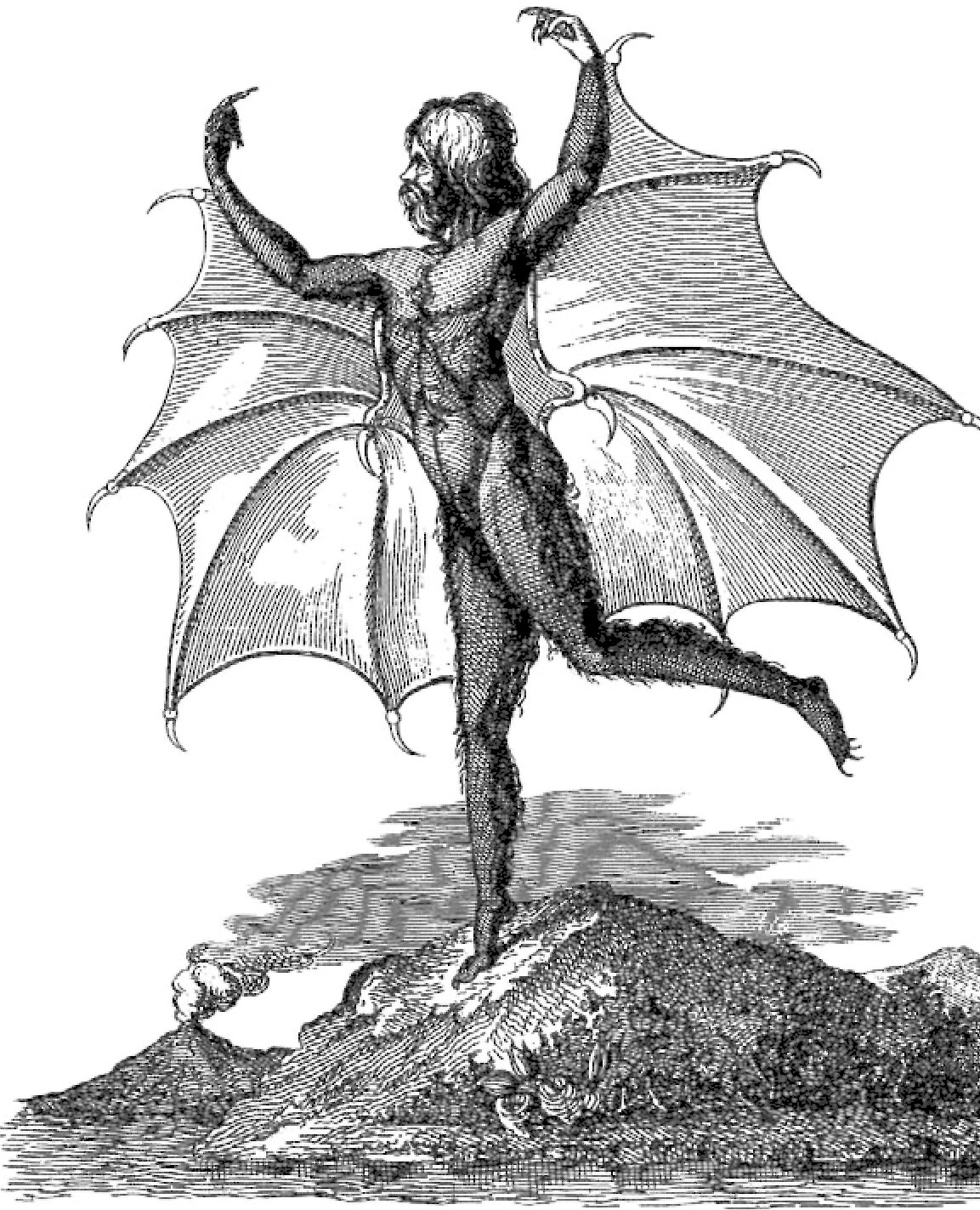
Vespertilio homo (người dơi), trong bài báo bản tiếng Ý: Delle Scoperte Fatte Nella Luna del Dottor Giovanni Herschel. Napoli, 1836

## Bài báo
Tiêu đề bài báo:
| “ | GREAT ASTRONOMICAL DISCOVERIES LATELY MADE BY SIR JOHN HERSCHEL, L.L.D. F.R.S. &c. At the Cape of Good Hope [From Supplement to the Edinburgh Journal of Science] | ” |

Dịch nghĩa: Phát hiện thiên văn lớn, thực hiện gần đây, bởi Sir John Herschel, L.L.D. F.R.S. &c., ở Mũi Hảo Vọng
Từ Phụ trương Tập san Khoa học Edinburgh
Các bài viết mô tả những động vật kỳ bí trên mặt trăng, trong đó có bò rừng, dê, ngựa một sừng, hải ly không đuôi hai chân, và những người có cánh như dơi ("Vespertilio-homo") đã xây dựng ra các đền thờ. Có cả cỏ cây, đại dương và bãi biển. Những phát hiện này được cho là thực hiện bằng "một kính viễn vọng khổng lồ theo một nguyên lý hoàn toàn mới."
Tác giả của câu chuyện ký bút danh là Tiến sĩ Andrew Grant, là "người dẫn đường và thư ký" của nhà thiên văn học nổi tiếng Sir John Herschel.
Sau cùng thì tác giả công bố rằng các quan sát đã phải chấm dứt vì kính viễn vọng bị phá hủy, do ánh sáng mặt trời qua lăng kính đã tập trung năng lượng như một "kính đốt cháy" làm thiêu rụi đài quan sát.

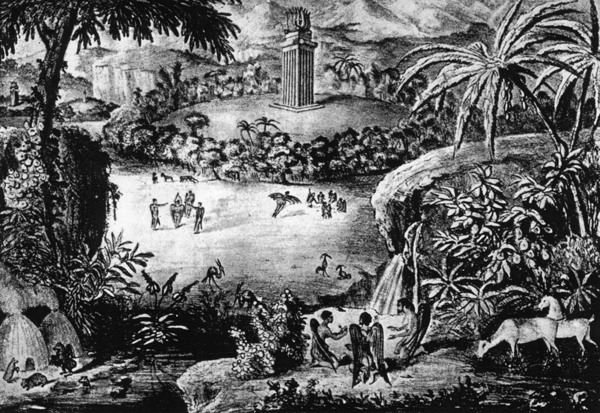
Vịnh Cầu vồng và Đền thờ trên Mặt Trăng, in thạch bản trên tờ The Sun, 25/8/1835.

## Tác quyền
Tác giả của bài viết đã được quy cho Richard Adams Locke , một phóng viên đã học ở Cambridge, vào tháng 8 năm 1835 thì đang làm việc cho The Sun.
Locke chưa bao giờ công khai thừa nhận mình là tác giả, còn những tin đồn thì kéo dài và dẫn đến những người khác có liên quan. Hai người khác đã được ghi nhận trong kết nối với trò lừa bịp. Một là Jean-Nicolas Nicollet , một nhà thiên văn học người Pháp đi du lịch ở Mỹ vào thời điểm đó, mặc dù ông này đã ở Mississippi chứ không phải New York, khi trò lừa xuất hiện. Người kia là Lewis Gaylord Clark, biên tập viên của The Knickerbocker, một tạp chí văn học xuất bản hàng tháng ở New York. Tuy nhiên, không có bằng chứng xác đáng để chỉ ra ai khác ngoài Locke là tác giả của trò lừa.

## Những tác động
Theo tường thuật thì phát hành của The Sun tăng lên đáng kể vì trò đánh lừa này, và do đó tạo ra The Sun dường như là một tờ báo thành công. Tuy nhiên, mức độ gia tăng phát hành của tờ báo chắc chắn đã được phóng đại trong thống kê tính đại chúng. Nó đã không được phát hiện là trò đánh lừa cả trong vài tuần sau khi được công bố. Thậm chí sau đó tờ báo cũng không đăng tải việc rút lui bài báo .
John Herschel ban đầu thích thú với chuyện đánh lừa, nhận thấy rằng những quan sát thực tế của riêng mình không bao giờ có thể là thú vị như vậy. Song rồi ông trở nên khó chịu sau khi ông phải trả lời các câu hỏi từ những người tin rằng những trò đánh lừa này là nghiêm trọng.
Edgar Allan Poe thì khẳng định câu chuyện là đạo văn từ tác phẩm của ông là "The Unparalleled Adventure of One Hans Pfaall" (Cuộc phiêu lưu chưa từng thấy của một Hans Pfaall)đã có trước đó. Biên tập cuốn sách này lúc đó chính là Richard Adams Locke. Sau đó ông xuất bản "The Balloon-hoax" (Trò đánh lừa khí cầu) trên chính tờ báo này .